# 坎波斯·萨莱斯
曼努埃尔·费拉斯·德·坎波斯·萨莱斯（Manuel Ferraz de Campos Sales，1841年2月15日—1913年6月28日），政治家，巴西总统。他進入政府之前亦曾為咖啡農及律師。他於上任總統之前曾擔任過副州長、州長、司法部長、議員及聖保羅州州长（1894年 - 1897年）。他獲選為巴西總統後於任內進行了一系列的經濟改革。
| 前任： 普鲁登特·德·莫拉伊斯             | 巴西总统     | 繼任： 弗朗西斯科·德·保拉·罗德里格斯·阿尔维斯       |
| 前任： 贝纳迪诺·若泽·德·坎波斯·朱尼奥尔 | 圣保罗州州长 | 繼任： 费尔南多·普雷斯特斯·德·阿布奎基(Albuquerque) |